# Sipkovica (Radovis)
Sipkovica (macedónul: Шипковица) település Észak-Macedóniában, a Délkeleti körzetben, a Radovisi járásban.

## Népesség
| Lakosok száma | 238  | 258  | 190  | 133  | 55   | 30   | 20   |      | 2    |
|               | 1948 | 1953 | 1961 | 1971 | 1981 | 1991 | 1994 | 2002 | 2021 |

- 2002-ben lakatlan település, korábban macedónok lakták. Elnéptelenedésének oka a macedóniai háború és akkor művelt etnikai tisztogatások.[forrás?]